# Pindos
Der Pindos (auch Pindosgebirge; griechisch Πίνδος; albanisch Malet e Pindit) ist ein Hochgebirge in Südosteuropa und Teil der Helleniden. Es erstreckt sich über mehr als 150 Kilometer in nord-südlicher Richtung und scheidet die griechische Landschaft Epirus im Westen von Makedonien und Thessalien im Osten. Im Norden reicht das Pindosgebirge bis nach Albanien hinein. Im Südosten geht der Pindos ins Agrafa-Gebirge über. Der Pindos ist die Wasserscheide zwischen dem Ionischen Meer und dem Ägäischen Meer.
Der Smolikas ist mit 2632 m der höchste Pindosgipfel und der zweithöchste Berg Griechenlands nach dem Olymp (2917 m). Er gehört wie die Bergmassive Grammos, Tymfi, Smolikas und Mitsikeli zum nördlichen Pindos. Im südlichen Pindos findet sich zum Beispiel das Lakmosmassiv und der zum Skifahren genutzte Tymfristos.

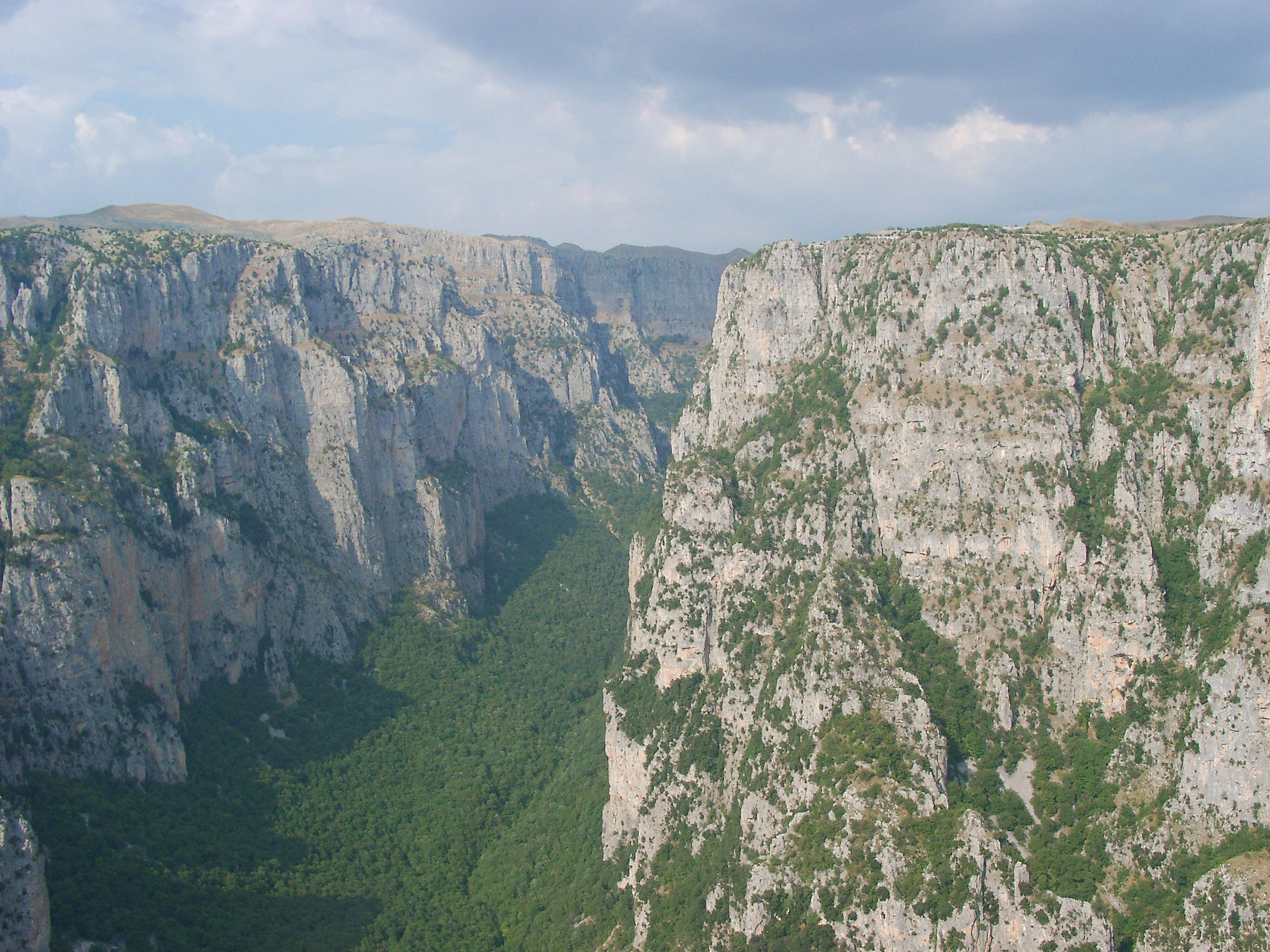
Vikos-Schlucht

Im Pindosgebirge befindet sich auch die Vikos-Schlucht. Der Vikos-Aoos-Nationalpark im Nordwesten und der Pindos-Nationalpark in Westmakedonien sind für Wanderer von Interesse. Östlich des Pindosgebirges sind vor allem die Meteora-Klöster von touristischem Interesse.
Die Nationalstraße 20 durchquert südlich der Grenze zu Albanien den Pindos. Im Verlauf der Nationalstraße 38 im südlichen Pindos wurde zu Beginn des 21. Jahrhunderts der 1300 Meter lange Tymfristos-Tunnel fertiggestellt, welcher die Überquerung eines rund 1200 Meter hohen Passes unnötig macht. Die wichtige Autobahn 2, die Igoumenitsa mit Thessaloniki verbindet, verläuft von West nach Ost mittels vieler aufwändiger Kunstbauten durch das Gebirge. Hier verläuft in etwa die Grenze zwischen dem nördlichen und dem südlichen Pindos.
In der griechischen Mythologie gilt der Pindos als einer der Orte, an dem sich die Musen um Apollon versammeln. Der Name des Hochgebirges bedeutet übersetzt „der Weiße“ und geht mit deutschen Wörtern wie „weiß“ und „Weizen“ auf eine gemeinsame indogermanische Wurzel zurück.
Forscher fanden im Pindosgebirge einen der ältesten Bäume Europas, eine 1075 Jahre alte Panzerkiefer. Der Baum existierte bereits im Jahr 941. Er steht an der Waldgrenze auf über 2000 Meter Höhe. Anhand seiner Jahresringe lässt sich auch das Klima der letzten tausend Jahre erforschen. Der älteste Baum Europas ist die Old Tjikko, die in den Bergen im Nationalpark Fulufjället in der schwedischen Provinz Dalarna wächst und 9500 Jahre alt ist.